# Wyszogóra (przystanek kolejowy)
Wyszogóra – nieczynny przystanek kolejowy w Wyszogórze, w województwie zachodniopomorskim, w Polsce.